# Sosnowiec
Sosnowiec este un municipiu în Polonia.

## Principalele monumente și atracții turistice[2]
- Castelul Sielecki - castel din secolul al XV-lea în cartierul Sielec, la granița parcului istoric al castelului;
- Palatul Oskara Schöna de pe strada 1 mai - palat eclectic cu un turn neogotic caracteristic în stilul goticului englezesc ;
- Palatul Dietla - palat neo-baroc de la sfârșitul secolului al XIX-lea în cartierul Pogoń, cu un parc și un ansamblu rezidențial istoric;
- Palatul Ernst Schöna cu un parc și un complex de palate - palat neo-baroc de la sfârșitul secolului al XIX-lea în cartierul Środula;
- Casă populară în stilul Zakopane din districtul Ostrowy Górnicze - conac în stilul care se referă la arhitectura montană a părții poloneze a Munților Tatra ;
- Biserica Sf. Ioachim din Sosnowiec - biserica parohiei romano-catolice de la mijlocul secolului al XIX-lea, situată în cartierul Zgórze;
- Biserica Ortodoxă a Sfinților Credință, Speranță, Caritate și Maica Sofia - singura biserică de rit greco-catolic pe o rază de 80 km;
- Centrul de Educație pentru Mediu - Exotarium cu Parcul Biodiversității;
- Parcul Kuronia cu carcasă acustică și mini-grădină zoologică;
- Catedrala Bazilica Adormirea Maicii Domnului, decorată în interior cu policromii de Włodzimierz Tetmajer.

## Personalități născute aici
- Jan Kiepura⁠(d) (1902 - 1966), tenor;
- Wanda Telakowska (1905 - 1985), artist plastic;
- Yehiel De-Nur⁠(d) (1909 - 2001), scriitor;
- Władysław Szpilman (1911 - 2000), pianist;
- Edward Gierek (1913 - 2001), politician, secretar general al Partidului Muncitoresc Unit Polonez;
- Bella Darvi⁠(d) (1928 - 1971), actriță;
- Krzysztof Bizio (n. 1970), dramaturg, arhitect;
- Marcin Koniusz (n. 1983), scrimer;
- Eugen Polanski⁠(d) (n. 1986), fotbalist;
- Paula Kania-Choduń⁠(d) (n. 1992), tenismenă.